# 창녕 조우희, 조익수 묘
창녕 조우희, 조익수 묘(昌寧 曺遇禧,曺益修 墓)는 대한민국 경상남도 창녕군 남지읍 성사리에 있는, 고려 후기 판전의사 좌시중을 지낸 창성부원군 조우희 선생과 조선 초기 경상도 병마절도사, 초토안무사를 지낸 조익수 선생의 묘이다. 1983년 8월 6일 경상남도의 기념물 제60호로 지정되었다.

## 개요
고려 후기 판전의사 좌시중을 지낸 창성부원군 조우희 선생과 조선 초기 경상도 병마절도사, 초토안무사를 지낸 조익수 선생의 묘이다.
봉분 아래에는 둘레석을 두르고 있으며, 비석은 높이 1m 정도이다. 이 묘들은 고려와 조선 초기의 전형적인 양식을 띠고 있어 당시의 묘제 연구에 귀중한 자료가 되고 있다.

## 참고 문헌
- 창녕 조우희,조익수묘 - 국가유산청 국가유산포털